# Норвегия на «Евровидении-2017»
Норвегия приняла участие в конкурсе песни «Евровидение 2017» на Украине. Представитель был выбран путём национального отбора, состоящего из одного финала.

## Melodi Grand Prix 2017
Melodi Grand Prix 2017 стал 55-й выпуском норвежского национального финала Melodi Grand Prix, который определил представителя Норвегии на конкурс Евровидение 2017. Отбор состоял из одного шоу, который проходил 11 марта 2017 года в арене Осло Спектрум в Осло. Участвовало 10 песен. Ведущие шоу — Лине Элвсасхаген и Кар Магнус Берг.

### Финал
| Номер | Исполнитель       | Песня                                  | Композиторы                                                         | Результат  |
| ----- | ----------------- | -------------------------------------- | ------------------------------------------------------------------- | ---------- |
| 1     | Ульрикке          | «Places»                               | Ulrikke Brandstorp, Tony Alexander Skjevik                          | Суперфинал |
| 2     | Йенни Августа     | «I Go Where You Go»                    | Jenny Augusta Enge, Inga Þyri Þórðardóttir                          | Вылет      |
| 3     | Rune Rudberg Band | «Run Run Away»                         | Peter Danielson, Åsa Larsson, Mats Larsson                          | Вылет      |
| 4     | JOWST             | «Grab the Moment»                      | Joakim With Steen, Jonas McDonnell                                  | Суперфинал |
| 5     | Кристиан Вален    | «You & I»                              | Kristian Valen                                                      | Вылет      |
| 6     | In Fusion         | «Nothing Ever Knocked Us Over»         | Gustav Eurén, Danne Attlerud, Niklas Arn, Ulrik Eurén, Cissi Kallin | Вылет      |
| 7     | Амина Севали      | «Mesterverk»                           | Amina Sewali                                                        | Вылет      |
| 8     | Ammunition        | «Wrecking Crew»                        | Оге Стен Нильсен, Erik Mårtensson                                   | Суперфинал |
| 9     | Elin & The Woods  | «First Step in Faith (Oadjebasvuhtii)» | Robin Lynch, Elin Kåven                                             | Суперфинал |
| 10    | Ella              | «Mama's Boy»                           | Per Kristian Ottestad, Ида Мария                                    | Вылет      |

#### Жюри
| Детали голосования международного жюри | Детали голосования международного жюри | Детали голосования международного жюри | Детали голосования международного жюри | Детали голосования международного жюри | Детали голосования международного жюри | Детали голосования международного жюри | Детали голосования международного жюри | Детали голосования международного жюри | Детали голосования международного жюри | Детали голосования международного жюри | Детали голосования международного жюри | Детали голосования международного жюри |
| Номер | Песня                                  | Армения                                | Австрия                                | Финляндия                              | Германия                               | Венгрия                                | Ирландия                               | Израиль                                | Мальта                                 | Швеция                                 | Великобритания                         |                                        |
| --- | -------------------------------------- | -------------------------------------- | -------------------------------------- | -------------------------------------- | -------------------------------------- | -------------------------------------- | -------------------------------------- | -------------------------------------- | -------------------------------------- | -------------------------------------- | -------------------------------------- | -------------------------------------- |
| 1 | "Places"                               | Армения                                |                                        |                                        | Германия                               |                                        | Ирландия                               |                                        |                                        |                                        |                                        |                                        |
| 2 | "I Go Where You Go"                    |                                        |                                        |                                        |                                        |                                        |                                        |                                        |                                        |                                        |                                        |                                        |
| 3 | "Run Run Away"                         |                                        |                                        |                                        |                                        |                                        |                                        |                                        |                                        |                                        |                                        |                                        |
| 4 | "Grab the Moment"                      |                                        |                                        |                                        |                                        | Венгрия                                |                                        | Израиль                                | Мальта                                 | Швеция                                 |                                        |                                        |
| 5 | "You & I"                              |                                        |                                        |                                        |                                        |                                        |                                        |                                        |                                        |                                        |                                        |                                        |
| 6 | "Nothing Ever Knocked Us Over"         |                                        |                                        |                                        |                                        |                                        |                                        |                                        |                                        |                                        |                                        |                                        |
| 7 | "Mesterverk"                           |                                        |                                        |                                        |                                        |                                        |                                        |                                        |                                        |                                        |                                        |                                        |
| 8 | "Wrecking Crew"                        |                                        | Австрия                                | Финляндия                              |                                        |                                        |                                        |                                        |                                        |                                        |                                        |                                        |
| 9 | "First Step in Faith (Oadjebasvuhtii)" |                                        |                                        |                                        |                                        |                                        |                                        |                                        |                                        |                                        |                                        |                                        |
| 10 | "Mama's Boy"                           |                                        |                                        |                                        |                                        |                                        |                                        |                                        |                                        |                                        | Великобритания                         |                                        |
| Глашатаи международного жюри |                                        |                                        |                                        |                                        |                                        |                                        |                                        |                                        |                                        |                                        |                                        |                                        |
| - - Джонни Логан - - неизвестно - - неизвестно - - неизвестно - - Алон Амир - - Карола Конзе - - неизвестно - - Фредди - - неизвестно - - Уилльям Ли Адамс |                                        |                                        |                                        |                                        |                                        |                                        |                                        |                                        |                                        |                                        |                                        |                                        |

### Суперфинал
| Номер | Исполнитель      | Песня                                  | СМС голосование | Процент | Место |
| ----- | ---------------- | -------------------------------------- | --------------- | ------- | ----- |
| 1     | JOWST            | «Grab the Moment»                      | 46,064          | 36.14%  | 1     |
| 2     | Ульрикке         | «Places»                               | 12,662          | 9.94%   | 4     |
| 3     | Elin & The Woods | «First Step in Faith (Oadjebasvuhtii)» | 28,591          | 22.43%  | 3     |
| 4     | Ammunition       | «Wrecking Crew»                        | 40,128          | 31.49%  | 2     |

## На Конкурсе
На конкурсе Норвегия участвовала 11 мая во втором полуфинале под номером 12. Норвегия вышла в финал 5 место, набрав 187 баллов в сумме. В финале Норвегия выступила под номером 17, и набрав 158 баллов заняла 10 место. Что стало 22-м попаданием Норвегии в топ-10 конкурса.

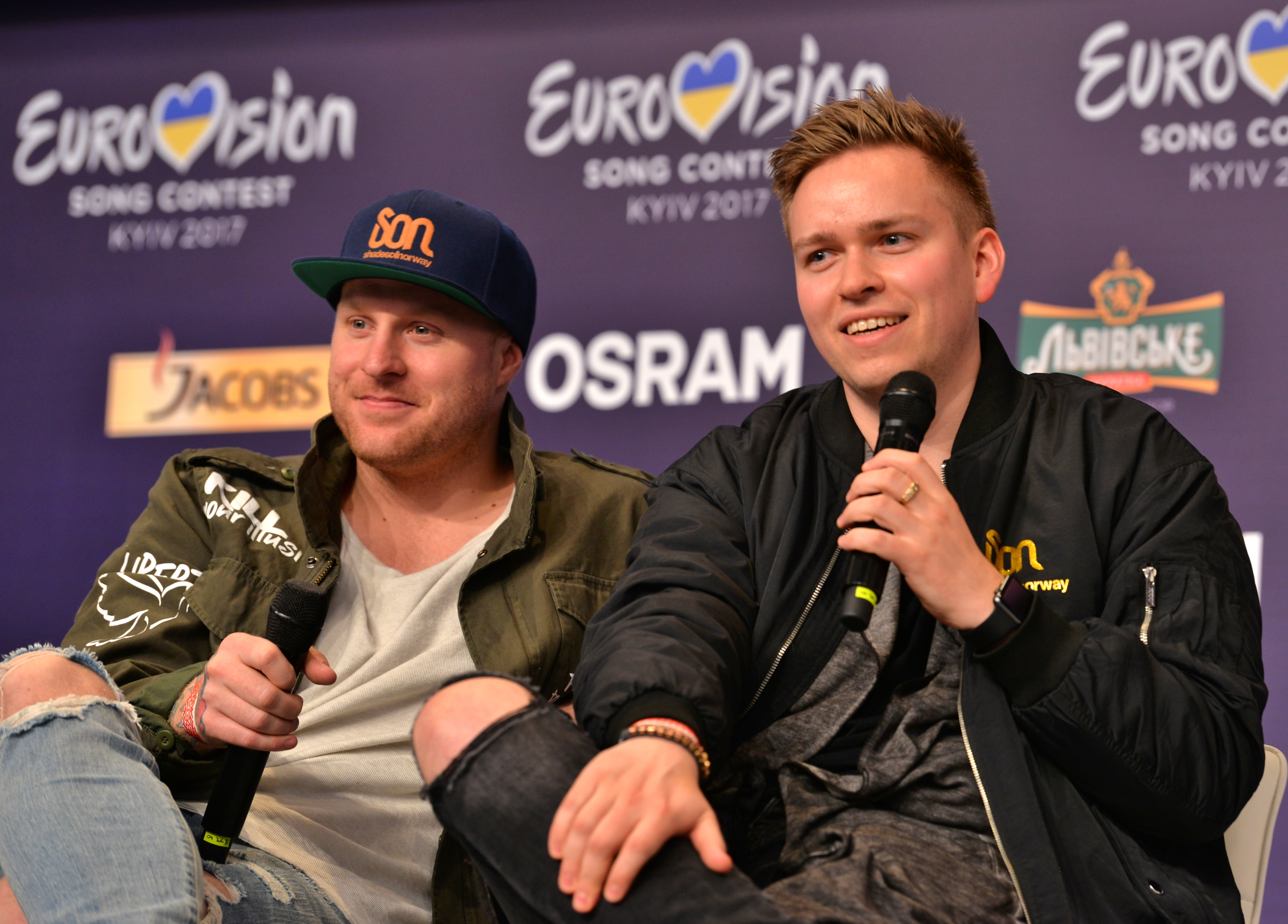
Представители Норвегии в Киеве (Евровидение 2017)
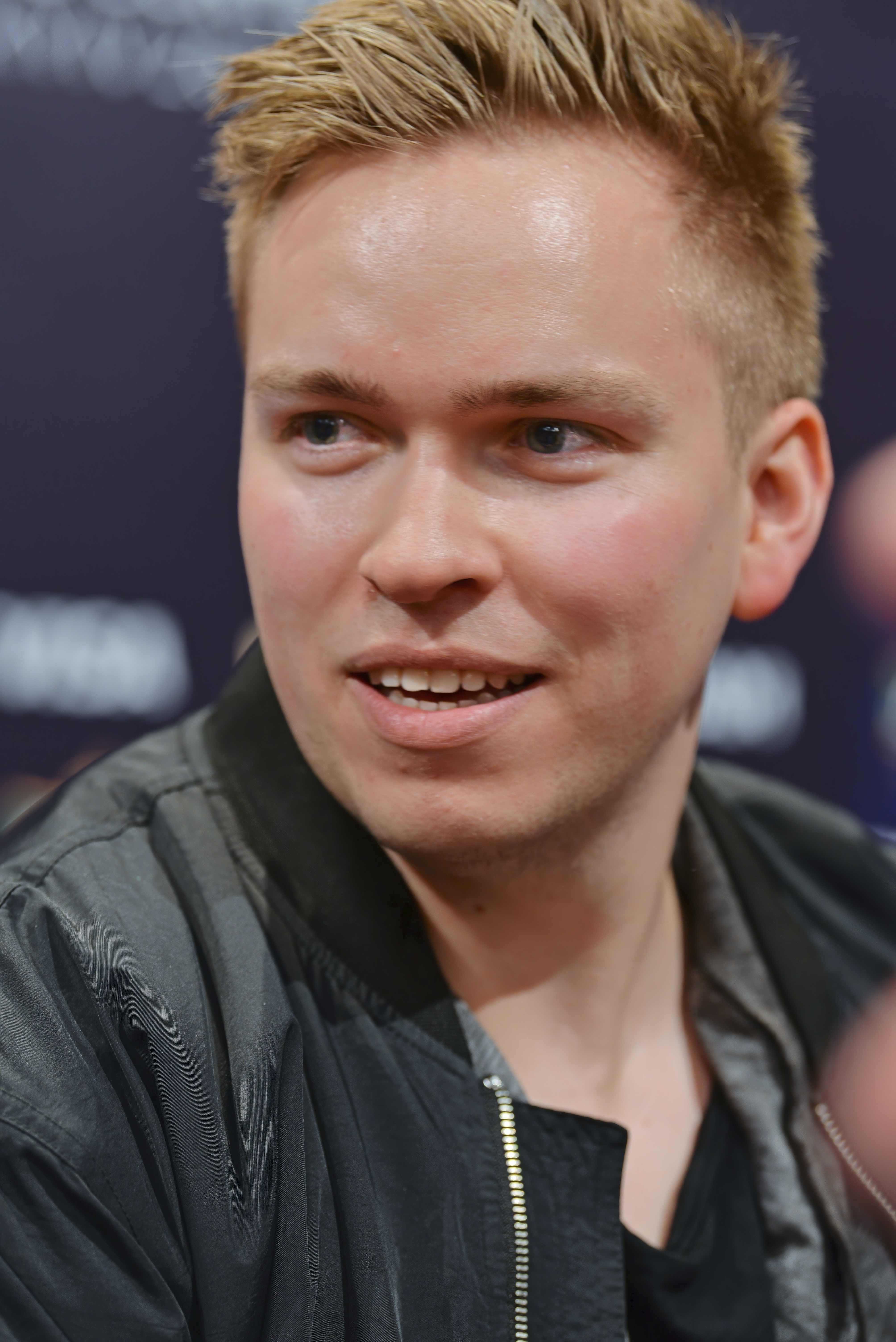
JOWST
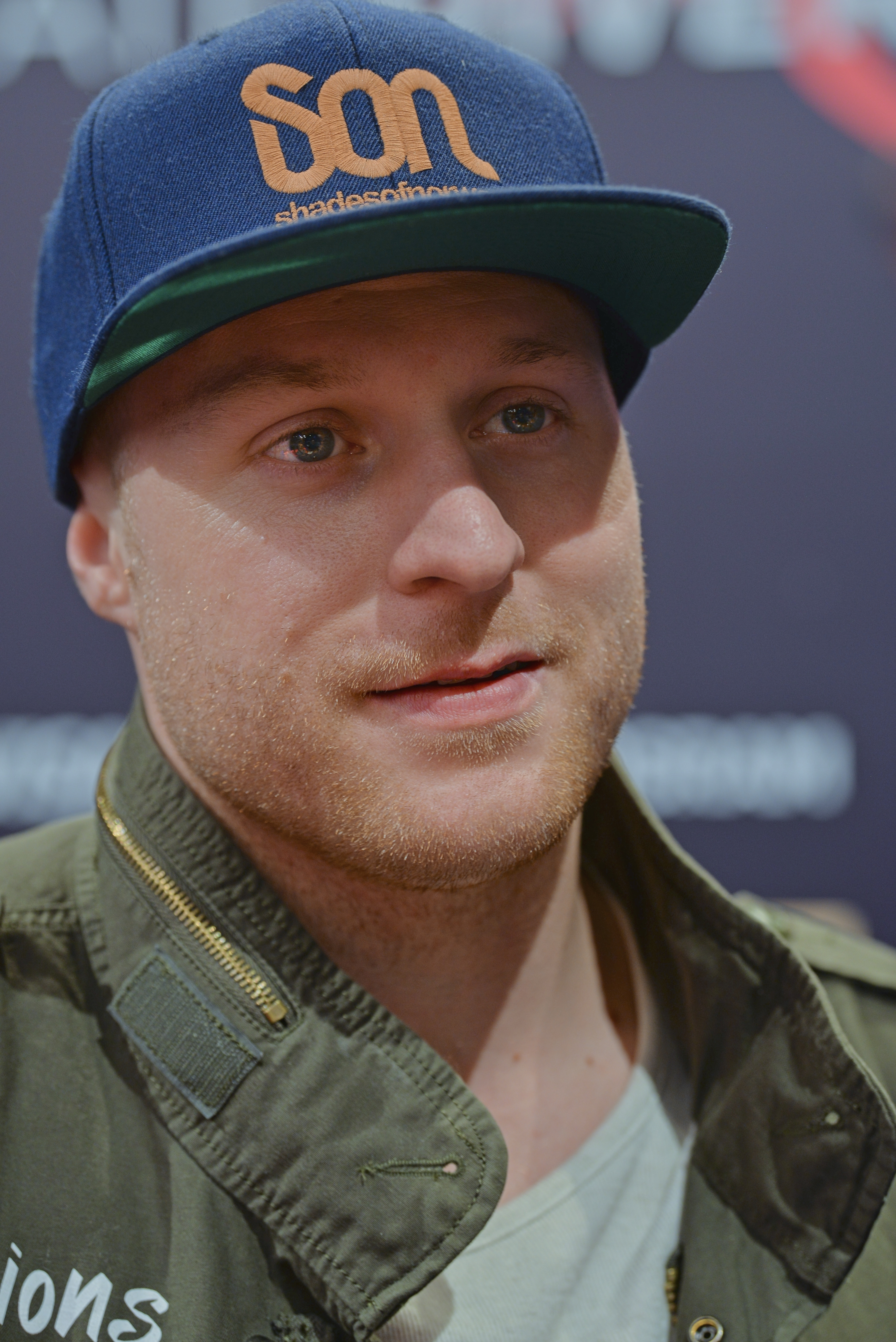
Александер Вальманн